# Avenger (lovac tenkova)
Avenger (službeno eng. Tank Destroyer Avenger) je bio britanski prototip lovca tenkova u Drugom svjetskom ratu. Projektiran je na temelju tenka Cromwell kao lovac tenkova, po uzoru na američke s otvorenim krovom kupole. Nije ušao u serijsku proizvodnju jer je odlučeno da je prioritet proizvodnja Cometa.